# Werner Engst
Werner Engst (* 1. Juni 1930 in Groß Särchen; † 24. November 2005 in Berlin) war ein deutscher SED-Politiker.

## Leben

### Aufstieg zum Stellvertretenden Minister in der DDR
Nach einer Ausbildung zum Maschinenschlosser absolvierte er 1950 die Landespionierschule Dresden. Anschließend wurde er Funktionär der Freien Deutschen Jugend (FDJ) und Pionierleiter der Pionierorganisation Ernst Thälmann. Von 1953 bis 1956 absolvierte Engst ein Studium am Institut für Lehrerbildung Berlin-Köpenick. Anschließend war er als Unterstufenlehrer tätig sowie Funktionär im Zentralrat der FDJ.
1964 wurde er als Nachfolger von Robert Lehmann Vorsitzender der Pionierorganisation „Ernst Thälmann“. Am 8. Februar 1971 folgte ihm Egon Krenz in diesem Amt.
Von 1971 bis 1989 war er Vize-Minister für Volksbildung der DDR und damit Stellvertreter der ebenfalls früheren Vorsitzenden der Pionierorganisation „Ernst Thälmann“ Margot Honecker. Engst war zudem zeitweise Stellvertretender Vorsitzender der UNESCO-Kommission der DDR. Ab Dezember 1970 bis 1989 war er außerdem für die Jugendhilfe/Heimerziehung, das heißt auch für die Jugendwerkhöfe (JWH) und Spezialkinderheime (SKH) sowie die Betreuung ausländischer Kinder in Heimen der Jugendhilfe zuständig.

### Politische Aktivitäten nach der Wiedervereinigung
Nach der Wiedervereinigung wurde er 1992 Mitglied im Arbeitsausschuss des „Solidaritätskomitee für die Opfer der politischen Verfolgung in Deutschland“ sowie Vorsitzender des Solidaritätskomitees im Verein Gesellschaft zur Rechtlichen und Humanitären Unterstützung e. V. sowie im Verein Gesellschaft zum Schutz von Bürgerrecht und Menschenwürde e. V.

## Werke
- Werner Engst: Vertrauensvolles Miteinander von Schule und Elternhaus; in: Deutsche Lehrerzeitung, Nr. 36, 6. September 1985.
- Werner Engst u. a.: Siegerjustiz? Die politische Strafjustiz infolge der deutschen Einheit; 2003; ISBN 3-89706-887-7.